# The Pros and Cons of Hitch Hiking
1984. május 28-án jelent meg Roger Waters első szólóalbuma, a The Pros and Cons of Hitch Hiking. Az 1970-ben megjelent Music from "The Body" szintén Waters neve alatt jelent meg, de annak elkészítésében Ron Geesin zeneszerző is fontos feladatot kapott.

## Történet
1978-ban Waters két album demóját játszotta le a Pink Floyd tagjainak: a The Pros and Cons of Hitch Hikingot és a The Wallt. A másik három zenésznek a The Wall tetszett jobban, mert úgy gondolták, hogy a Pros and Cons túl személyesen szól Waters magánéletéről; menedzserük, Steve O’Rourke viszont a Pros and Const támogatta. Végül úgy döntöttek, hogy a The Wall lesz a Pink Floyd következő albuma, a Pros and Const pedig eltették későbbre. A zene több motívuma ismerős lehet a The Wallról és a The Final Cutról, bár nem lehet eldönteni, hogy Waters eredetileg melyiket melyik albumra szánta (kivétel az In the Flesh, ami nem szerepelt a The Wall eredeti demójában, hanem a Pros and Consból vették át).
Az album egy koncept album, tudatfolyamszerű elbeszélése egy középkorú férfi hajnali 4 óra 30 és 5 óra 11 közötti álmának. A témák között szerepel a kapuzárási pánik, valamint házasságtörés. A főhős egyszer csak azt hiszi, hogy egy rémálomból ébredt fel, de rá kell jönnie, hogy ez is álmának része.
A borító megosztotta a kiadókat és a közönséget, mivel egy meztelen nő (Linzi Drew modell-színésznő) látható rajta. Az album – az adott ország törvényeitől függően – cenzúrázott és cenzúrázatlan borítóval is megjelent.
Az album felvételén több más híresség is közreműködött: Michael Kamen karmester, Jack Palance színész, David Sanborn szaxofonos, valamint a legendás gitáros, Eric Clapton.
Az albumot támogató észak-amerikai turné 1984-ben kezdődött, szinte minden előadás telt házas volt. A koncertek első részében Pink Floyd-dalokat játszottak, a második részben pedig a teljes albumot előadták. Eric Clapton még 1984-ben kilépett a zenekarból (bár barátsága Watersszel megmaradt), helyére Jay Stapley került.
Az album és a koncertek illusztrációit, animációját Gerald Scarfe, a színpadképet Mark Fisher és Jonathan Park tervezte. Scarfe minden zenészről karikatúrát rajzolt, melyeket a koncerteken használtak. Roger karikatúrájának („Reg”) „pofája” egy kutyáéhoz hasonlított.
A 5.06 AM (Every Stranger's Eyes) című dalr Waters az In the Flesh turnén is játszotta.
1995. április 19-én az RIAA aranylemez minősítést adott a Pros and Consnak.

## Az album dalai
Minden dalt Roger Waters írt.
1. 4.30 AM (Apparently They Were Travelling Abroad) – 3:12
2. 4.33 AM (Running Shoes) – 4:08
3. 4.37 AM (Arabs with Knives and West German Skies) – 2:17
4. 4.39 AM (For the First Time Today, Pt. 2) – 2:02
5. 4.41 AM (Sexual Revolution) – 4:49
6. 4.47 AM (The Remains of Our Love) – 3:09
7. 4.50 AM (Go Fishing) – 6:59
8. 4.56 AM (For the First Time Today, Pt. 2) – 1:38
9. 4.58 AM (Dunroamin, Duncarin, Dunlivin) – 3:03
10. 5.01 AM (The Pros and Cons of Hitch Hiking, Pt. 10) – 4:36
11. 5.06 AM (Every Stranger's Eyes) – 4:48
12. 5.11 AM (The Moment of Clarity) – 1:28

## Közreműködők
- Roger Waters – basszusgitár, ritmusgitár, ének
- Eric Clapton – gitár
- Andy Bown – 12 húros gitár, Hammond orgona
- Michael Kamen – zongora, karmester, nagyzenekari hangszerelés
- David Sanborn – szaxofon
- Andy Newmark – dob, ütőhangszerek
- Ray Cooper – ütőhangszerek
- Kevin Flanagan – kürt
- Raphael Ravenscroft – kürt
- Vic Sullivan – kürt
- Madeline Bell – vokál
- Jack Palance – próza
- Beth Porter – vokál
- Andy Quigley – vokál
- Manning Redwood – vokál
- Cherry Vanilla – vokál
- Doreen Chanter – vokál
- Ed Bishop – vokál
- National Philharmonic Orchestra

### Produkció
- Andy Jackson – hangmérnök
- Michael King – hangefektek
- Gerald Scarfe – illusztrációk, design
- Alex Henderson – fényképek
- Roger Waters – producer
- Michael Kamen – producer